# Road Songs for Lovers
Road Songs for Lovers è un album in studio del musicista britannico Chris Rea, pubblicato nel 2017.

## Tracce
Testi e musiche di Chris Rea.
1. Happy on the Road – 3:46
2. Nothing Left Behind – 5:29
3. Road Songs for Lovers – 4:13
4. Money – 5:57
5. Two Lost Souls – 4:46
6. Rock My Soul – 4:07
7. Moving On – 5:10
8. The Road Ahead – 4:16
9. Last Train – 6:33
10. Angel of Love – 4:29
11. Breaking Point – 5:54
12. Beautiful – 3:40